# Suebi
Gli Svevi o Suebi (in latino Suēbi o Suevi) furono un popolo germanico proveniente dall'area del Mar Baltico. Di loro Tacito scrisse nella sua Germania che non se ne annoverava un solo popolo, ma numerosi. Essi occupavano la maggior parte della Germania Magna.

## Storia

### Le origini
Duemila anni fa il Mar Baltico era conosciuto dai Romani come Suebicum mare. In parte a causa della scarsa conoscenza da parte dei Romani con i diversi popoli germanici che interagirono con Roma, tanto che lo storico romano Tacito si era riferito a tutti i Germani dell'Elba con il nome di Herminones, che Strabone aveva identificati con i Suebi. E benché Cesare li considerasse un unico popolo all'interno di una più vasta alleanza, anche se il più bellicoso e numeroso tra tutti i Germani, gli autori più tardi come Plinio il Vecchio, Strabone o Tacito scrissero dei Suebi:
(Publio Cornelio Tacito, Germania, 38)

### Al tempo della conquista della Gallia di Cesare (58-50 a.C.)
Cesare scrisse che i Suebi si trovavano, al tempo della conquista della Gallia, ad est degli Ubii (che assoggettarono e ne divennero tributari), apparentemente vicino alla moderna Assia, in una posizione dove più tardi gli scrittori menzionarono i Catti, distinguendoli dai loro alleati Marcomanni. Alcuni storici moderni ritengono, pertanto, che i Suebi di Cesare altro non siano che i Catti o forse gli Ermunduri, o i Semnoni dell'epoca di Tacito. Gli scrittori più tardi utilizzarono il termine Suebi più ampiamente, "per includere un largo numero di tribù della Germania centrale".
Gli Svevi migrarono a sud e a ovest, soggiornando per un periodo nell'odierna regione tedesca della Renania, dove il loro nome sopravvive nell'area nota come Svevia. Gli Svevi sotto Ariovisto furono invitati in Gallia dai Sequani, ma subito divennero i loro dominatori e alla fine furono sconfitti da Giulio Cesare nel 58 a.C..

L'Europa nel 451

### Il periodo delle grandi migrazioni (IV-V secolo)
Secoli dopo, un altro gruppo di tribù germaniche, comprendente, oltre ai Suebi, anche altri elementi etnici (tanto germanici orientali - Vandali - quanto iranici - Alani), forse in fuga dagli Unni, il 31 dicembre 406 attraversò il Reno e invase la Gallia, nonostante un tentativo dei Franchi di fermarli. Tre anni dopo, nel 409, Vandali Asdingi e Silingi, nonché Alani e Svevi, attraversarono i Pirenei e invasero la penisola iberica, che era fuori dal controllo imperiale sin dal tempo della ribellione di Geronzio e Massimo nel 409, devastando per due anni le province occidentali e meridionali. Secondo Idazio, nel 411, gli invasori si spartirono i territori conquistati, tramite sorteggio; agli Svevi ed ai Vandali Asdingi toccò la Gallaecia, regione nord-occidentale della penisola iberica, ai Vandali Silingi la Betica ed agli Alani, la popolazione più numerosa, la Lusitania e la Cartaginiensis (con capitale Cartagena). Gli Svevi, condotti da re Ermerico, fondarono così un proprio regno nella parte nord-orientale della penisola iberica e si convertirono al Cristianesimo. L'entità statale sueba, avente come nucleo la Galizia), fu annesso dal Regno visigoto nel 585. In contemporanea con la provincia autonoma della Britannia, il reame degli Svevi in Galizia fu il primo di quei sub-regni romani che si formarono dalla disintegrazione dell'Impero Romano d'Occidente e fu il primo ad avere una propria zecca.
Gli studiosi moderni sono divisi sulla questione se l'insediamento degli invasori del Reno in Spagna fosse stato autorizzato o meno dalle autorità imperiali. Secondo alcuni studiosi moderni, i conquistatori, che erano un piccolo numero (non più di 30.000) ottennero da Roma lo status di foederati, in cambio del giuramento di fedeltà all'imperatore Onorio (410). Altri non concordano, facendo notare che lo storico coevo Orosio ribadì esplicitamente l'illegalità di tali insediamenti.
Non tutti i Suebi seguirono però i Vandali nella marcia verso occidente; forti contingenti rimasero in Europa centrale e si confusero con Alemanni e Marcomanni, rimanendo insediati nella regione da tempo occupata dagli stessi Alemanni. Nel corso del V e soprattutto del VI secolo la federazione degli Alemanni andò infatti via via perdendo i suoi connotati distintivi, confondendosi con quella dei Suebi tanto che dagli inizi del VI secolo il loro territorio d'origine, chiamato fino ad allora "Alemannia", incominciò a essere indicato con il nome di Svevia (che tuttavia si sarebbe imposto definitivamente soltanto a partire dall'XI secolo).
Strettamente collegati agli Alamanni e spesso agendo in accordo con loro, la maggior parte dei Suebi stette sulla riva destra del Reno fino agli inizi del V secolo, quando il grosso della tribù si unì ai Vandali e agli Alani per fare breccia nella frontiera romana a Magonza e da lì invadere la Gallia (una parte dei Suebi, chiamati Suebi del nord, sono menzionati nel 569 sotto il re franco Siegbert I, nell'attuale Sassonia-Anhalt). E Svevi, collegati a Sassoni e Longobardi, sono menzionati anche in Italia per l'anno 573.

### Regno svevo di Galizia

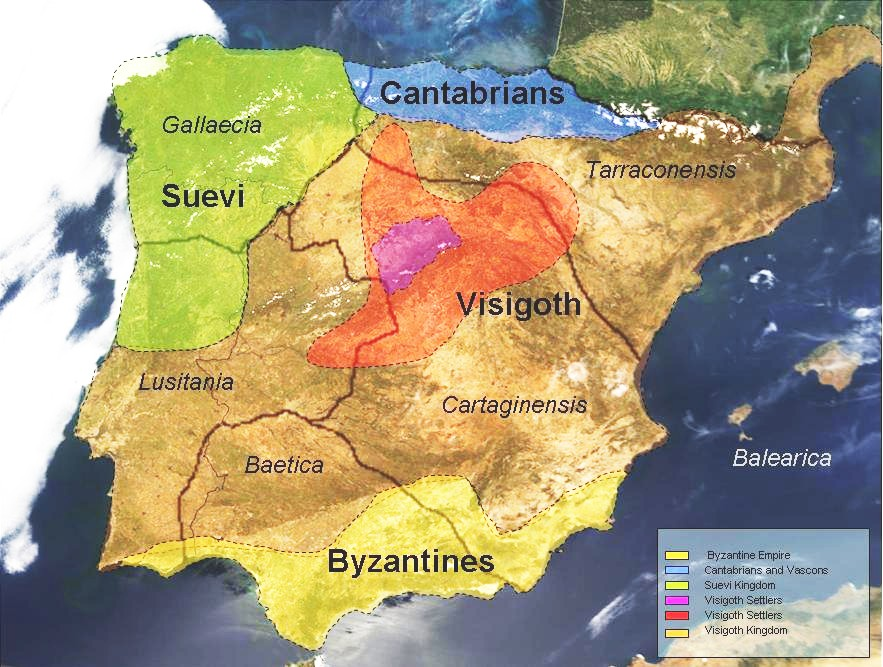
Penisola iberica, 530-570

Durò dal 410 al 584, con capitale a Bracara Augusta, la moderna città di Braga in Portogallo, che prima era stata la capitale della provincia Romana di Gallaecia.

#### Consolidamento del regno
La pace nella penisola iberica durò solo pochi anni e già nel 416, il re visigoto Walia, arrivato dall'Aquitania si presentò, a nome dell'imperatore d'Occidente, nella penisola con un possente esercito per liberarla dai barbari: attaccò, per primi, i Vandali Silingi che, dopo diversi scontri, nel 418, furono annientati. Poi toccò agli Alani, che duramente sconfitti, decisero di fondersi con i Vandali Asdingi.
Solo il richiamo di Walia salvò gli Svevi e i Vandali dal genocidio ed ebbe come effetto un'effimera espansione del regno svevo: al suo apogeo si estendeva fino a Mérida o Siviglia.
I Vandali Asdingi attaccarono allora gli Svevi costringendoli a ritirarsi verso i Monti Cantabrici e, dopo che Ermerico aveva ottenuto dall'imperatore Onorio lo statuto di federato, nel 419, arrivarono le truppe romane di soccorso che costrinsero i Vandali nella Betica.
Ben presto i Suebi adottarono la locale lingua romano-ispanica.
Gli Svevi ottennero lo stato di federati nuovamente nel 437 e poi nel 438 e nello stesso anno ratificarono la pace con la locale popolazione romano-ispanica. I Suebi ebbero una propria zecca già durante il regno di Emerico.

#### Prima espansione del regno

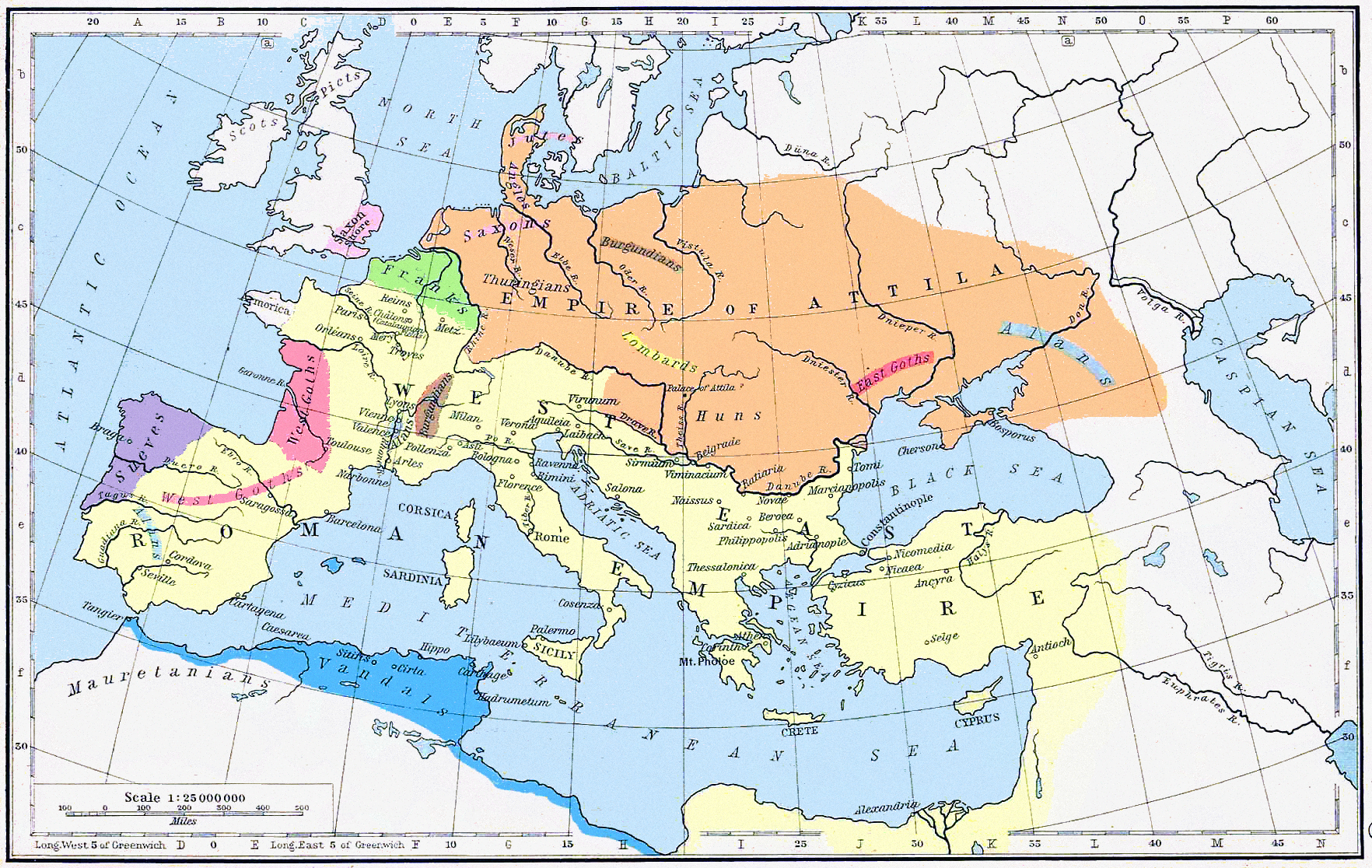
Cartina dell'Europa e dell'area mediterranea, dove sono messe in evidenza le popolazioni germaniche all'interno dell'impero romano

Gli Svevi, sotto il comando di Rechila, associato al trono dal padre Emerico, cominciarono ad avanzare nella provincia Betica (l'attuale Andalusia), e nel 439 conquistarono Mérida, sul confine meridionale della Lusitania e nel 441 presero Siviglia e, approfittando delle difficoltà dei Romani, avanzarono e conquistarono oltre alla Betica la provincia Cartaginensis o di Cartagena (attuale Castiglia centro-meridionale) ed iniziarono anche a fare delle incursioni nella provincia Tarragonese.
Lo status di foederati con Roma fu confermato, ma nel contempo fu stipulata un'alleanza con una tribù di banditi e mercenari, noti come Bagaudi, per poter procedere nelle conquiste. Alla morte di Rechila, nel 448, la maggior parte della penisola iberica era nelle mani dei Suebi ed i Romani erano relegati nell'angolo nord-orientale della penisola.
Nello stesso periodo, il regno Svevo fu molto aggressivo nei confronti dei nativi (detti Galaicos) e del cattolicesimo, in quanto la popolazione era pagana, e favorì il clero di credo ariano, e quello seguace del priscillianesimo contro i vescovi locali, cattolici.
Durante il regno di Rechiaro fu stabilito un buon rapporto coi Goti, che già da qualche anno si erano stabiliti nella provincia Tarragonese, anche tramite il matrimonio con una figlia del re dei Visigoti, Teodorico I e, su pressione di quest'ultimo, nel 449, i Suebi, rinunciando al paganesimo aderirono alla religione ariana. Quindi il regno dei Suebi fu il primo regno cristiano a battere moneta propria.
Dai Visigoti, gli Svevi ottennero anche l'aiuto militare per proseguire la conquista di quella parte della penisola iberica, che era stata dei Vandali. Poi, con sporadiche incursioni, devastarono la Vasconia e con una politica contro l'Impero romano, riuscirono, col benestare del nuovo re dei Visigoti, Torismondo, tra il 451 ed il 452 ad occupare parte della valle dell'Ebro e parte della provincia Tarragonese, da cui dovettero ritirarsi, in base ad un trattato stipulato con i Romani.
Nel 456, alleatisi con i Vasconi e con i Vandali di Genserico, che attaccavano le coste calabresi e siciliane, ruppero il trattato con Roma ed invasero i territori della provincia Tarraconense; ma il nuovo re dei Visigoti, Teodorico II, non solo non li appoggiò, ma li contrastò non vedendo di buon occhio l'espansione del regno svevo; e nella battaglia sul fiume Órbigo gli Svevi furono sconfitti ed il loro re, Rechiaro, fu fatto prigioniero e, nonostante fosse cognato di Teodorico II, fu giustiziato.

#### Guerra civile sueba (456-463)
I Visigoti, allora, approfittando che vi erano diversi pretendenti alla corona, invasero il regno svevo, intervenendo nella guerra di successione. Nel 460 l'esercito visigoto guidato dal comes Sunierico e dal generale romano Nepoziano sconfisse gli Svevi presso Lucus Augusti.
Nel 460, Remismondo, uno dei pretendenti alla corona sveva, si alleò col re dei Visigoti, Teodorico II, che l'aiutò nella guerra civile, in cambio della promessa di riconversione degli Svevi all'arianesimo.
La guerra civile si protrasse per circa altri quattro anni e si concluse solo dopo la morte dei due concorrenti di Remismondo, che avvenne, per entrambi nel 463.
Nel 463 il regno degli Svevi fu sotto un'unica corona e, nel 464, Remismondo, venne ufficialmente riconosciuto come unico re degli Svevi di Gallaecia, anche dai Visigoti e, nel 465, sposò la figlia di Teodorico II che lo convertì alla religione ariana; in questa occasione, ci fu la conversione in massa degli Svevi, che in maggior parte erano ancora pagani.

#### Seconda fase di espansione
In quello stesso anno con l'aiuto dei Visigoti si impadronirono di Coimbra e subito dopo di Lisbona e Anona.
Nel 466 occuparono Egitania e molta parte della Lusitania; nel 467 saccheggiarono ed annessero al regno Conimbriga.
Il nuovo re dei Visigoti, Eurico, il quale aveva assassinato il fratello Teodorico II nel 466, cambiò politica nei confronti degli Svevi, che da amichevole divenne contraria, portando la guerra (che fu terribile secondo il cronista Idazio, vescovo di Chaves in Galizia) in Lusitania e spinse gli Svevi nei vecchi confini.

#### Periodo oscuro (469-550)
Alla morte di Remismondo, nel 469, iniziò un periodo oscuro, in cui le notizie sono molto scarse.
La cronaca di Idazio si interrompe nell'anno 468 e praticamente sino al 550, anno in cui si fa riferimento al re Carriarico, la storia degli Svevi è sconosciuta.

#### Conversione al Cattolicesimo

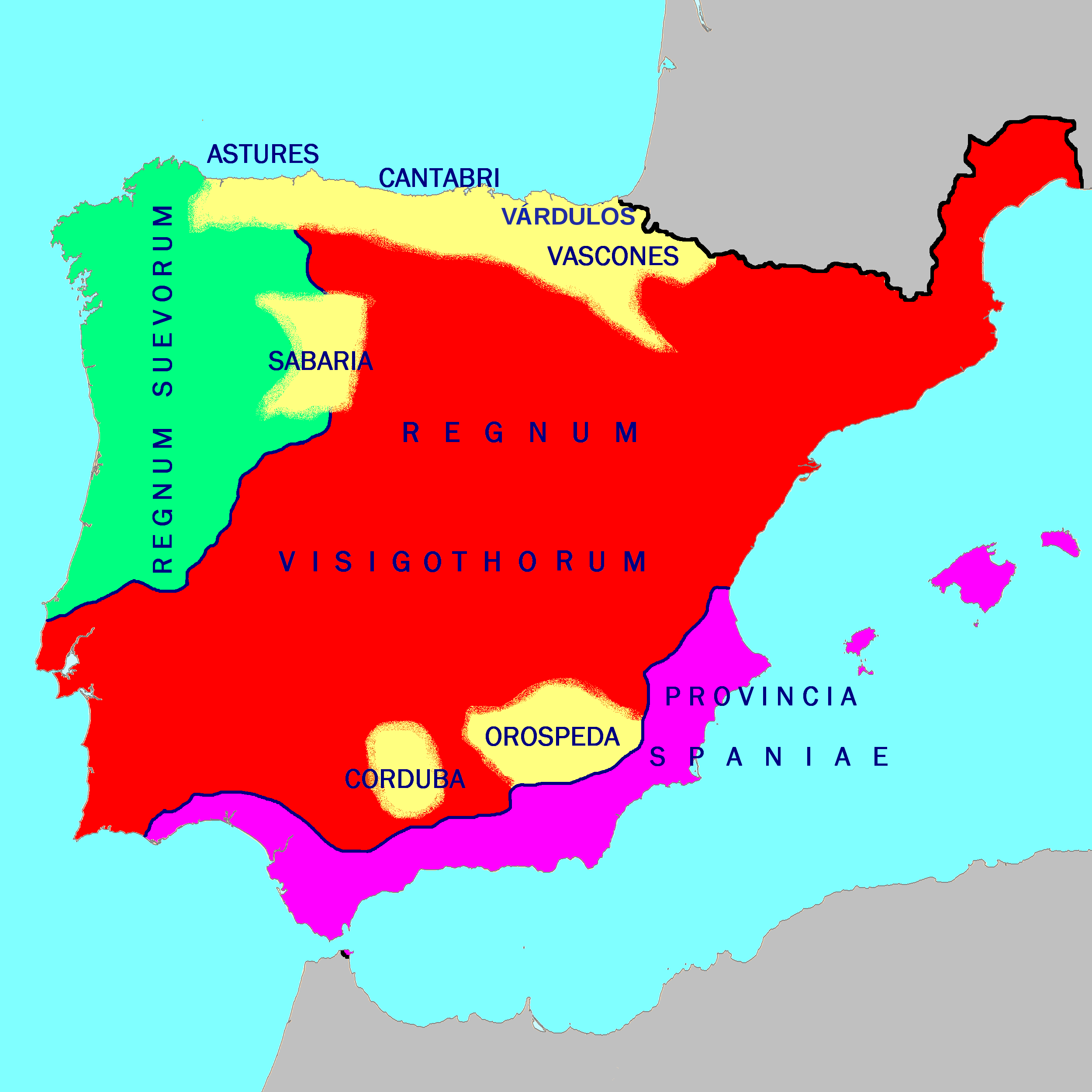
Penisola iberica nel 560. In rosso il regno dei Visigoti. In verde il regno degli Svevi. In viola la provincia bizantina di Spagna. In giallo le zone della penisola iberica ancora governate da Ispano-Romani.

Al tempo di Carriarico il regno Svevo si trovava nuovamente in fase di espansione dei confini orientali e meridionali:
- al fiume Navia nelle Asturie
- ai fiumi Orbigo ed Esla nel León
- al fiume Duero nella Chartaginensis (attuale Castiglia)
- dove i fiumi Côa ed Esla si gettano nel Tago, verso l'Estremadura
- il fiume Abrantes, il Distretto di Leiria e Paredes (Portogallo) in Lusitania[19].

Durante il suo regno e, molto probabilmente, anche sotto il regno di Teodemaro, il suo successore, in seguito all'influenza di san Martino, vescovo di Braga, dal 561, il popolo svevo si convertì al cattolicesimo, ponendo così fine alla tensioni seguite alla conversione all'arianesimo di Remismondo.
Pelagio I, papa dal 556 al 561, convocò il 1º maggio del 561, il Primo concilio di Braga, che si protrasse sino al 563.
Il concilio, con l'approvazione di Giovanni III, papa dal 561 al 574, decise che:
- le stelle non determinano la sorte degli esseri umani
- il diavolo non ha, di per sé stesso, alcun potere di produrre cataclismi
- è vietato il digiuno nel giorno di Natale
- il suicidio, salvo due eccezioni, è qualificato come un crimine
- tutto ciò che esiste al mondo, incluso il corpo umano, è buono, in quanto proveniente da Dio (questo soprattutto fu menzionato per combattere il manicheismo dei seguaci di Mani e il priscillianesimo dei seguaci di Priscilliano e gnosticismo);
- fu infine stilato un elenco dei principali diavoli (da Abigor....a....Satanachia).

#### Guerra contro i Visigoti
Nel 569, il regno svevo fu attaccato da Leovigildo, re ariano dei Visigoti, che con grande rapidità si impadronì di Palencia, Zamora e León, ma non di Astorga che gli oppose una tenace resistenza.
Tra il 571 ed il 572, approfittando che i Visigoti erano in guerra contro i Bizantini nel sud della penisola iberica, gli Svevi espansero i confini del regno occupando le zone di Plasencia, Coria, Las Hurdes e Batuecas.
Nel 572, il re Miro convocò il Secondo concilio di Braga, a cui parteciparono dodici vescovi e che deliberò sull'etica di comportamento e sui doveri dei vescovi e del clero di Gallaecia.
Nello stesso anno attaccò gli ariani che ancora si trovavano nella parte nord orientale del suo regno, nelle Asturie e nella Cantabria. Questo attacco diede pretesto al re dei Visigoti, Leovigildo, che era ariano, di attaccare il regno svevo.
Nel 573, Leovigildo, dopo aver conquistato la provincia di Braganza e la valle del fiume Sabor, avanzò nella valle del fiume Duero, fondando la città di Villa Gothorum (ora Toro).
Si rivolse, quindi, contro la Cantabria, dove conquistò Astorga, il cui controllo oltre al controllo di Toro gli permise, nel 575 di invadere la Galizia.
Miro, dopo aver perso Ourense e tutto il sud est, con le città di Porto e Braga sotto assedio, si sottomise e chiese la pace (578), ottenendo una breve tregua.

#### Fine del regno svevo
Nel 581, Ermenegildo, figlio del re dei Visigoti Leovigildo e governatore della provincia gota della Betica, convertitosi al cattolicesimo, si era ribellato al padre, accettando la corona offertagli dai ribelli sivigliani.
Miro, quando, nel 583, seppe che i sostenitori cattolici di Ermenegildo erano asserragliati a Siviglia, assediata dai Visigoti ariani, guidò gli Svevi (cattolici) in loro soccorso; ma, prima di poter giungere a Siviglia gli Svevi furono affrontati da un contingente di Visigoti che li respinse, facendoli rientrare nel loro regno.
La sottomissione ai Visigoti fu confermata dal successore di Miro, re Eborico, che per questo motivo fu deposto e assassinato, nel 584, da Andeca, ultimo sovrano svevo.
Il re dei Visigoti, Leovigildo, prese a pretesto la deposizione e l'assassinio di Eborico per poter intervenire, ancora una volta, nel regno svevo; invase immediatamente il territorio svevo e, secondo quanto afferma il cronista Isidoro, "con la massima rapidità" li sconfisse con due sole battaglie, a Portucale ed a Bracara.
Battuto e fatto prigioniero Andeca, nel 585, fu deposto, costretto a sottoporsi alla tonsura, e rinchiuso in un monastero a Pax Julia.
Il regno svevo fu assoggettato ed incorporato nel regno visigoto, divenendone una provincia; si fece avanti, allora, un pretendente al trono: Malarico, discendente del re Miro, che radunato un esercito poco consistente fu facilmente battuto dai Visigoti, nel 586, fu fatto prigioniero e, molto probabilmente, chiuso in un monastero.
Dopo quest'ultimo tentativo di ribellione, gli Svevi accettarono di essere governati da un dux (comandante) visigoto, pur mantenendo le leggi, gli usi e le altre caratteristiche proprie del loro fiero ed antico regno.

### Re svevi di Galizia
- Ermerico (409-438)
- Rechila (438-448)
- Rechiaro (448-456)
- Aiulfo (456-457), solo nel sud
- Framta (456-457), solo nel nord
- Maldraso (457-459), solo nel sud
- Ricimondo (459-463), solo nel nord
- Fromaro (459-463), solo nel sud
- Remismondo (459-469), su tutto il regno dal 463
- Periodo oscuro (469-550), durante il quale si conosce solo il nome di Teodemondo, ma forse anche Veremondo, Rechila II e Rechiaro II
- Carriarico (550-559)
- Ariamiro (559-561)
- Teodemaro (561-570)
- Miro (570-583)
- Eborico (chiamato anche Eurico) (583-584)
- Andeca (584-585), ultimo sovrano suebo, deposto e messo in monastero da Leovigildo (i Visigoti, conquistano il regno di Suebia)
- Malarico (585-586), si oppose a Leovigildo e fu sconfitto

### Regno svevo del nord
Non tutti gli Svevi erano giunti nella Spagna occidentale con i Vandali. Alcuni, con Alamanni, Marcomanni e Semnoni, si insediarono nella regione attorno ad Augusta, che da essi prese il nome di Svevia.

## Società

### Insediamenti
Al tempo di Cesare, non esisteva la proprietà privata della terra tra i Suebi: le terre via via occupate venivano spartite tra i clan, ciascuno dei quali provvedeva a sua volta a suddividere la propria quota tra le famiglie che lo componevano.

### Aspetto fisico e indole

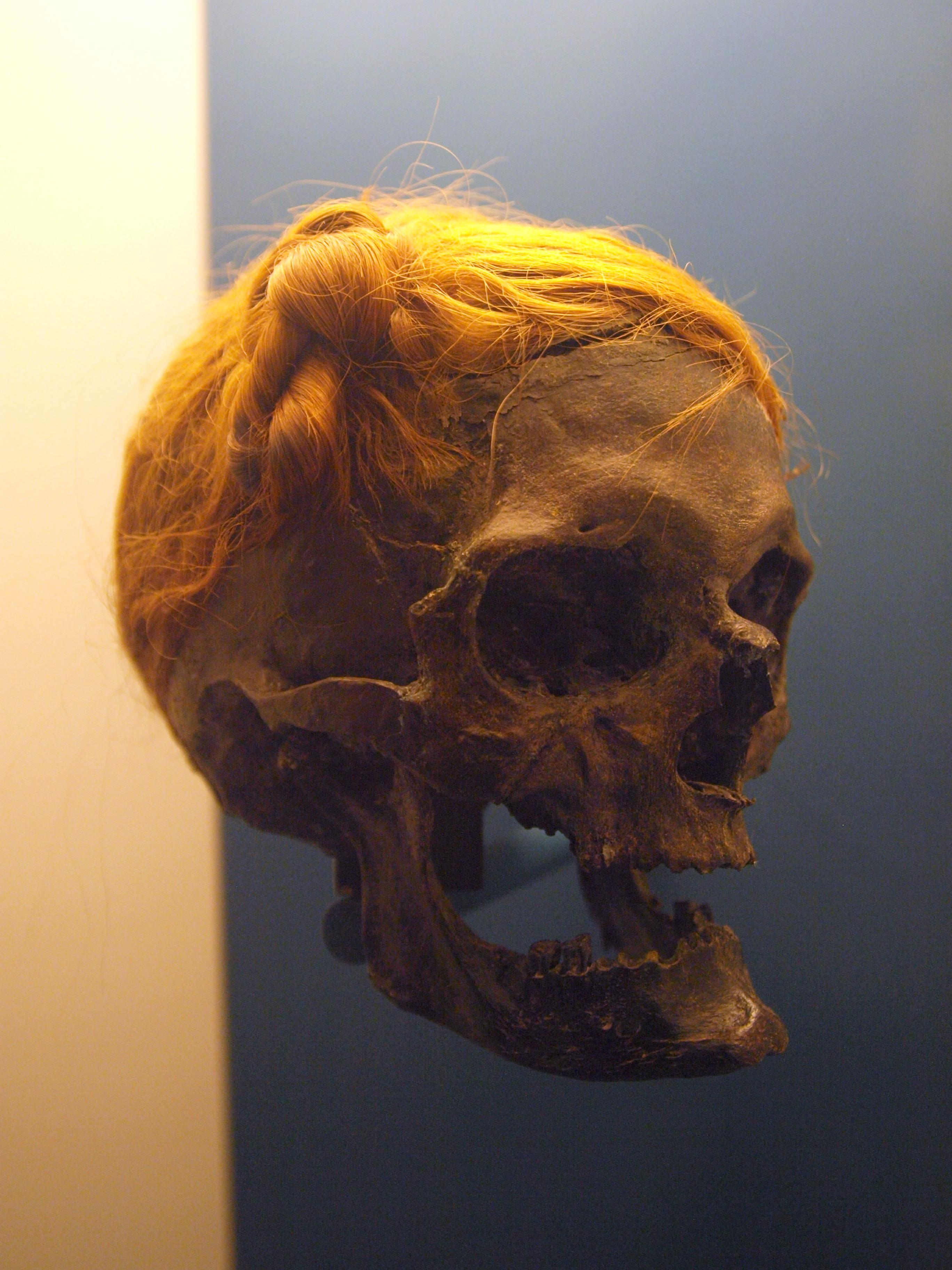
Cranio con tipico nodo suebo.

Di loro Tacito scrisse che avevano l'abitudine di torcere la chioma verso un lato del capo e stringerla in un nodo. Questo distingueva i Suebi dagli altri Germani e i Suebi liberi dagli schiavi. Questa usanza presso gli altri popoli germanici era rara, al massimo di alcuni giovani. I Suebi anche quando erano vecchi, piegavano indietro i capelli irti e li legavano al sommo della testa. I capi usavano anche ornare la chioma. Questa acconciatura non era una forma di bellezza per amare o essere amati, ma per andare in guerra più alti e quindi per meglio terrorizzare il nemico, come se si adornassero solo per il proprio avversario e nessun altro.

### Organizzazione militare
Gaio Giulio Cesare dei Suebi scrisse che avessero cento villaggi, da ciascuno dei quali ogni anno traevano 1.000 soldati per fare le guerre oltre i propri confini. Quelli rimasti in patria, mantenevano se stessi e coloro che erano andati in guerra. L'anno successivo avviene il contrario, quelli che erano andati in guerra rimangono a casa e viceversa. Questo permette loro che non vi siano interruzioni né nel coltivare i campi, né nel portare la guerra contro altri popoli.
Quando combattevano, erano spesso spogli o comunque ricoperti da una leggera tunica. Cesare aggiunge che
erano abituati a lavarsi nei fiumi e a portare come vestito, in quelle regioni freddissime, solo delle pelli che, piccole come sono, lasciavano scoperta gran parte del corpo.
Nei combattimenti equestri spesso scendevano da cavallo e combattevano a piedi. Avevano poi addestrato i loro cavalli a rimanere sul posto e quando ne avevano bisogno ritornavano rapidamente da loro. Essi oltretutto non utilizzavano la sella che consideravano al contrario ignominiosa.
Ritenevano la loro più grande gloria il fatto che i territori lungo i loro confini fossero disabitati per la più vasta estensione possibile. Il significato di ciò secondo Cesare era che «un gran numero di popolazioni non era capace di resistere alla loro forza».

## Religione
Lo storico romano Tacito, che scrisse la sua opera sui Germani nel 98 al tempo dell'imperatore Traiano, racconta che i Suebi facevano sacrifici anche alla dea Iside, culto certamente importato. Essi non ritenevano adeguato alla maestà degli dèi né il rinchiuderli tra pareti chiuse, né il ritrarli in forme che ricordassero l'immagine umana. Consacravano alle divinità dei boschi e delle selve e davano a queste il nome di un dio, che a questa essenza misteriosa dava loro un senso religioso.
I Germani, in particolare gli stessi Suebi, erano scrupolosi osservatori dei presagi e delle divinazioni. Se si trattava di una consultazione collettiva, era il sacerdote della città a chiederlo, se si trattava di una consultazione privata era lo stesso capo famiglia. Si invocavano quindi gli dèi; si estraevano delle schegge di un albero da frutto, precedentemente fatto a pezzi e sparso sopra una candida veste, tre frammenti e, sollevatili, se ne interpretava il significato. Se i segni erano sfavorevoli, non si facevano altre consultazioni per tutto il giorno, se invece risultavano favorevoli, si richiedeva una nuova prova per garantire l'auspicio. Anche tra i Germani si usava poi interpretare i canti e il volo degli uccelli.

## Economia
Si cibano non di frumento, ma per la maggior parte di carne, esercitando frequentemente la caccia. Permettevano poi a mercanti di entrare nei loro paesi, per avere a chi vendere il loro bottino di guerra, più che per necessità di importare beni.
I germani, a differenza dei vicini Galli, non importavano i cavalli, ma con un addestramento quotidiano rendevano i propri, seppur piccoli e brutti, resistentissimi alla fatica.
Non accettavano che venisse importato il vino, in quanto ritenevano rendesse gli uomini effeminati e troppo deboli per resistere alla fatica.